# بيدك (جمع أبرود)
بيدك (بالفارسية: بیدک) هي قرية تقع في إيران في قسم جمع أبرود الريفي. يقدر عدد سكانها بـ 288 نسمة بحسب إحصاء 2016.